# Jacques Assanvo Ahiwa
Jacques Assanvo Ahiwa (ur. 6 stycznia 1969 w Kuindjabo) – duchowny katolicki z Wybrzeża Kości Słoniowej, arcybiskup metropolita Bouaké od 2024.

## Życiorys
Święcenia kapłańskie otrzymał 13 grudnia 1997 i został inkardynowany do diecezji Grand-Bassam. Był m.in. sekretarzem generalnym diecezji, diecezjalnym dyrektorem Papieskich Dzieł Misyjnych oraz wikariuszem generalnym.
5 maja 2020 papież Franciszek mianował go biskupem pomocniczym archidiecezji Bouaké, ze stolicą tytularną Elephantaria in Mauretania. Sakrę biskupią przyjął 3 października 2020 z rąk abp. Paolo Borgii, ówczesnego nuncjusza apostolskiego na Wybrzeżu Kości Słoniowej. 13 lutego 2024 został administratorem apostolskim archidiecezji Bouaké.
25 lipca 2024 został mianowany arcybiskupem metropolitą Bouaké. Ingres odbył się 14 września 2024. Paliusz otrzymał z rąk papieża Leona XIV w dniu 29 czerwca 2025.